# 알렉산드르 쿠즈네초프 (1992년)
알렉산드르 알렉산드로비치 쿠즈네초프(러시아어: Александр Александрович Кузнецов, 우크라이나어: Олександр Олександрович Кузнєцов, 1992년 7월 22일 ~ )는 우크라이나에서 태어난 러시아의 배우이다.

## 영화
- 스키타이: 불멸의 전사
- 레토 (영화)
- 신비한 동물들과 덤블도어의 비밀

## 수상 및 후보
- 모스크바 국제 영화제 (수상)